# Одна война
«Одна война» — российский художественный фильм 2009 года, режиссёрская работа Веры Глаголевой. Фильм посвящён судьбе женщин, во время оккупации в годы Великой Отечественной войны родивших детей от оккупантов и ожидающих своей судьбы на небольшом острове Ладожского озера.
Премьера фильма состоялась в День памяти и скорби, 22 июня 2009 года на открытии кинофестиваля «Созвездие» в Твери. 8 апреля 2010 года картина вышла в кинопрокат. Фильм получил множество наград российских и международных кинофестивалей.
На вопрос о причинах выбора темы картины Глаголева ответила в интервью: «Мне были интересны судьбы этих женщин. Их эмоции. Мы в этом фильме задаем вопрос, что же с ними будет. Конечно, как мы знаем из истории, их ждут лагеря, это понятно. Самым большим страданием для этих женщин становится мысль о том, что их могут разлучить с детьми». Глаголева по крупицам собирала рассказы о женщинах, родивших детей от немцев. При этом никто из собеседников, по словам Глаголевой, не приехал на премьеру фильма, так как люди боятся до сих пор.

## Сюжет
Действие происходит на протяжении двух дней мая 1945 года на островке на севере России.
Утром 8 мая моторная лодка доставляет на остров майора НКВД Максима Прохорова, задача которого — подготовить остров, на котором планируется разместить секретный военный объект, к эвакуации поселенцев. На острове в палатках проживают только несколько работников рыбсовхоза — пять женщин, которыми руководит комиссованный из армии капитан Карп Игнатьич. У всех этих женщин дети, родившиеся во время оккупации от немцев: кого-то из них изнасиловали, одна из девушек полюбила немецкого офицера, а ребёнок Анны родился от советского лётчика, которого она спасла и спрятала во время оккупации, однако из-за доноса соседей считается, что её ребёнок также от оккупанта. Майор сообщает Карпу, что катер за женщинами придёт послезавтра, раньше, чем планировалось. Карп пока не сообщает женщинам о скором отъезде, так как все понимают, что скорее всего их ждут лагеря и разлука с детьми. Красавица Нина, у которой на острове возник роман с Карпом, сообщает ему, что ждёт от него ребёнка.
Ночью по радио передают о капитуляции Германии. На следующий день все счастливы, и у женщин возникает надежда, что их помилуют во имя Победы. Карп спрашивает у майора о дальнейшей судьбе женщин, но тот не отвечает: видно, что сам он жалости к ним не испытывает. В разговоре с майором Карп узнаёт, что его жена и дочь были расстреляны в концлагере в Эстонии, и майор ждал нового назначения на фронт, чтобы отомстить за них. Женщины наряжаются и готовят на обрыве над морем скромный стол, за которым отмечают День Победы. К ним присоединяется старик Михалыч, который каждый день приезжает на остров за рыбой, перевозя её на материк. Майор отказывается присоединиться к празднованию, что вызывает нервный срыв у Маруси: она кричит, что их никогда не простят, потому что они враги. Маруся бросается в море и гибнет. Её хоронят на острове. Все подавлены и ждут завтрашнего отправления с катером.
На рассвете майор обнаруживает, что Карпа в доме нет. Он видит, что Карп вывел всех женщин и детей и посадил в лодку, чтобы увезти их (возможно, в тайгу, где, по рассказам, в глуши живут старообрядцы). Майор выходит с пистолетом на обрыв и встречает дочь Маруси, которая бежит с плачем и криком «Мама!» Она утыкается в майора, который отпускает её, чтобы она села в лодку со всеми. Карп и женщины с детьми уплывают. С другой стороны появляется катер, который должен был забрать женщин с острова.
В финальных титрах сообщается, что майор Прохоров был арестован и расстрелян в мае того же 1945 года.

## В ролях
- Александр Балуев — капитан Карп Ничипорук
- Михаил Хмуров — майор НКВД Максим Прохоров
- Наталья Суркова — Шура
- Юлия Мельникова — Нинка
- Наталья Кудряшова — Маруся
- Анна Нахапетова — Анна
- Ксения Суркова — Наташка
- Фёдор Копосов — Михалыч
- Виктория Малицкая — Леночка, дочь Маруси
- Петр Манин — Миша, сын Шуры
- Мария Пименова — Верочка, дочь Нины
- Андрей Лукин — Серёжа, сын Наташи
- Иван Кондратьев — Алёша, сын Анны
- Игорь Щербаков — лейтенант Онищенко

## Награды
- Кинофестиваль «Созвездие» (Тверь) — приз за лучший женский дебют, лучший мужской дебют, приз «Новая звезда» (лучший дебют), приз «Золотая звезда» (лучшая главная мужская роль), специальный приз жюри «За лучшую работу режиссера с актерами»[5]
- Кинофестиваль «Окно в Европу» (Выборг) — приз «Серебряная ладья»
- Кинофестиваль «Московская премьера» — Гран-при
- Кинофорум «Амурская осень» (Благовещенск) — приз за лучшую женскую роль, за лучшую работу оператора, за лучший актёрский ансамбль
- Кинофестиваль «Золотой Феникс» (Смоленск) — Гран-при «Золотой феникс»
- Кинофестиваль «Золотой минбар» (Казань) — Гран-при «Золотой минбар»
- Кинофестиваль «Лучезарный ангел» — 2-е место
- Кинофестиваль в Каире (Египет) — специальный приз жюри имени Юсуфа Шахина «За художественные достоинства фильма»
- Фестиваль русского кино в Онфлере (Франция) — Гран-при фестиваля и приз зрительских симпатий
- Кинофестиваль «Сталкер» (Москва) — специальный приз имени В. Фрида
- Кинофестиваль «София Фильм Фест» (Болгария) — Гран-при
- Кинофестиваль в Лиможе (Франция) — Гран-при
- Кинофестиваль в Чебоксарах — приз зрительских симпатий, приз жюри прессы, приз «За лучшую операторскую работу»
- Кинофестиваль «Виват, кино России!» (Санкт-Петербург) — Гран-при (приз зрительских симпатий)
- Премия киноизобразительного искусства «Белый Квадрат» за лучшую операторскую работу 2009 года